# 埃利亚斯·芒努斯·弗里斯
埃利亚斯·芒努斯·弗里斯（瑞典語：Elias Magnus Fries，1794年8月15日—1878年2月8日），瑞典生物学家。他在六十多年的科研生涯中，搜集了欧洲各地大量的真菌标本，对其进行了科学、系统的描绘、研究和命名，编写了《真菌研究》等一系列专著，被称为现代真菌命名法的创始人，“真菌学中的林奈”

## 生平

### 求学生涯
1794年8月15日，埃利亚斯·弗里斯生于瑞典南部斯莫兰省的费姆舍镇（Femsjö，今属哈兰省许尔特市），父亲特奥多尔·弗里斯是该教区的教区长，爱好植物学，常带着他在大自然中观察花草，从此养成弗里斯了对植物的兴趣，多年之后他写道“他们是我不离不弃的朋友，永远如此。”十二岁时，他发现了一株漂亮的珊瑚猴头菌（Hydnum coralloides），为了搞清楚这一植物如何分类，他阅读了《瑞典植物志》中关于真菌分类的部分，自此对真菌类发生了浓厚的兴趣。1808年由于战火频仍和瘟疫流行，他所就读的语法学校关闭，有时间得以在家描绘自己所见的各种真菌，并按照自己的标准进行分类命名。

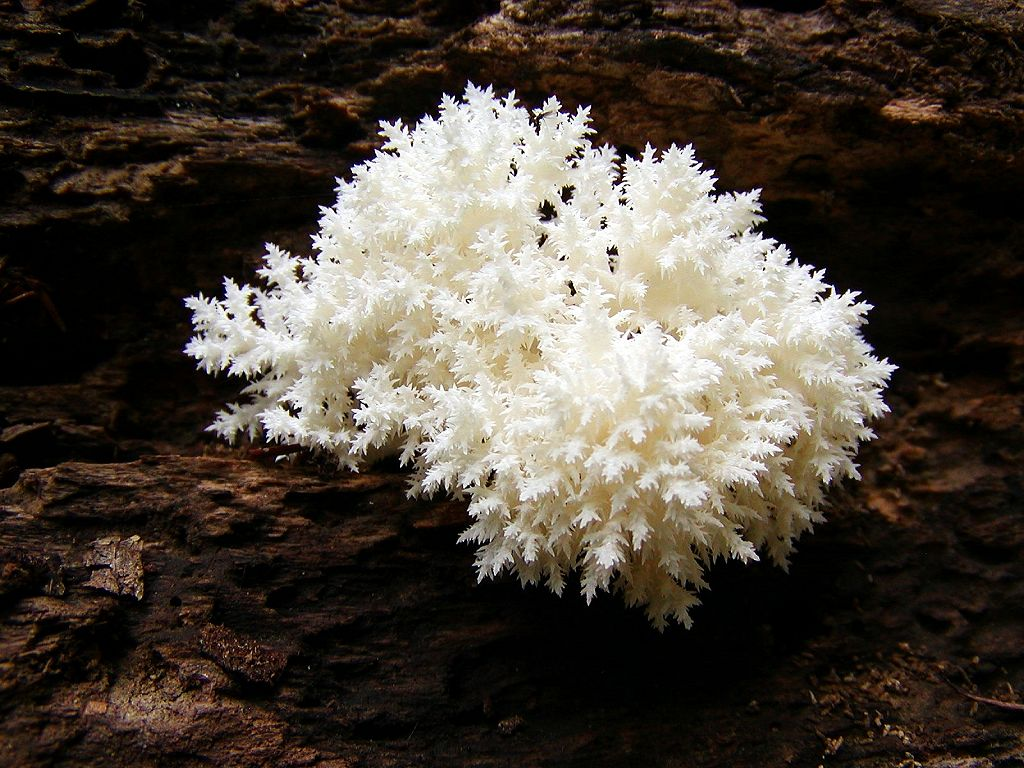
珊瑚猴头菌

1811年，年仅十五岁的埃利亚斯进入隆德大学就读，此时他已经可以分辨三四百种植物了。他在图书馆里阅读了尼古劳斯·约瑟夫·冯·雅坎的稀有植物图谱,以及一直编写了123年之久的《丹麦植物志》丛书；他听了自然史教授安德斯·亚汉·雷丘斯（Anders Jahan Retzius）的课程，雷丘斯把阿尔贝蒂尼（Johannes Baptista von Albertini）和施瓦尼茨（Lewis David de Schweinitz）合著的《根据佩尔松的方法观察在上劳希茨地区尼斯基附近田野生长的蘑菇》（Conspectus Fungorum in Lusatiae superioris agro Niskiensi crescentium e methodo Persooniana）推荐给他。他还结识了后来成为藻类研究开创者的年轻教师卡尔·阿加德（Karl Agardh），阿加德推荐他阅读克里斯蒂安·亨德里克·珀森（Christiaan Hendrik Persoon）的《真菌分类》。经过广泛的阅读之后，他掌握了当时真菌分类的方法，也更加注意到了有很多真菌尚未被详细描述和系统分类。

### 在隆德大学进行的研究

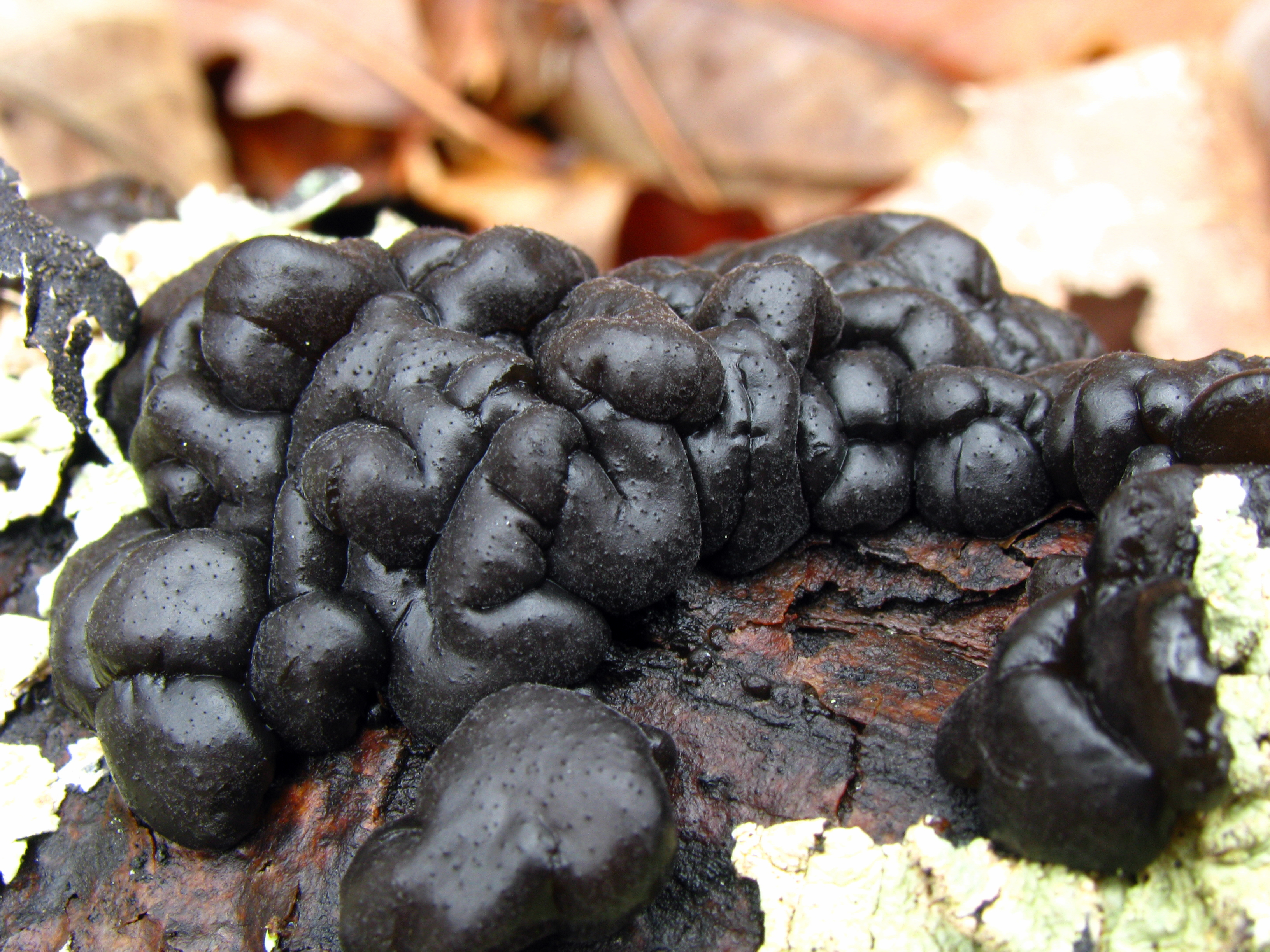
黑胶菌，1822年弗里斯将其从木耳属中独立出来，列为黑胶菌属

1814年他从隆德大学毕业，因成绩优异获得在大学任教的资格。第二年他完成了《真菌观察记录》一书的第一部分，详细描绘了他在大学期间采集和观察到的多种真菌。随后在奥洛夫·斯瓦兹（Olof Swartz）的鼓励下，他开始采集森林过火后多产生的粪壳菌纲真菌，并以此为基础写成了《真菌观察记录》的第二部分。1817年至1819年弗里斯在湿地和林区进行了大量的野外散步，每天要行走12小时，行程达75公里，从而搜集了更多的真菌标本，写成了《真菌系统》的第一卷。在第一卷的写作过程中，他又采集了大量的多属子囊菌门的真菌标本，研究的成果汇总成《真菌系统》第二卷（1822－1823）。1824年弗里斯前往乌普兰地区采集当地真菌，被狂风暴雨困了一夜，病了几乎一年。他后来在自传中写道“我已经放弃了复原的希望……但到了第二年秋天，真菌重新生长之时，我又恢复了体力，可以进行野外远足了。”
随着自己对真菌研究逐渐为人所知，他收到了欧洲各国寄来的真菌样品。1826年至1827年弗里斯专门对其中的地衣样品进行了研究。1828年他前往柏林博物馆访问，研究了当地的真菌样本，回到瑞典之后，他一方面撰写地衣研究的论著《欧洲地衣》，一方面于1831年终于完成了他的代表作《真菌系统》。在这部著作中，他力主通过孢子的大小、颜色和形态来对真菌进行分类，并用林奈创立的双名法系统进行命名。这一分类法一直沿用至今。1832年至1834年的夏天和秋日，弗里斯几乎每天都会散步到林中观察担子菌门的真菌，冬春两季则使用当时已经有很大改进的显微镜观察盘菌亚门真菌的孢子形态，这一段的研究成果从1836年开始以《真菌系统评论》(Epicrisis systematis mycologici)为名出版，作为《真菌系统》一书的分类系统补充，由于不断搜集到新的材料，到1838年才算告一段落。

### 在乌普萨拉大学进行的研究

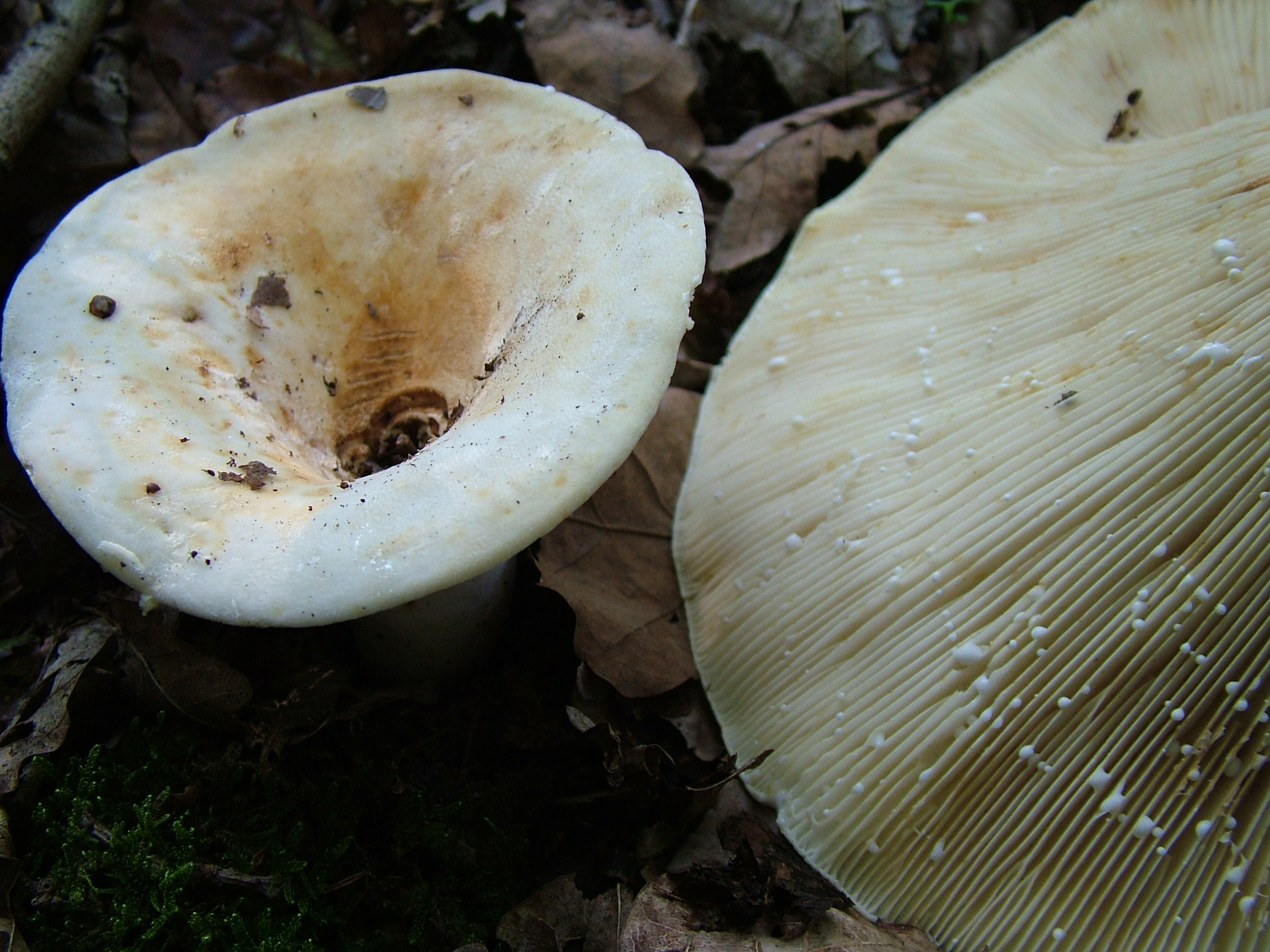
弗里斯1838年发现并命名的绒白乳菇，在中国长江下游地区也有分布。

从1834年起，他转任乌普萨拉大学教授。当时的乌普萨拉大学只设一位植物学教授，由约兰·瓦伦贝里（Göran Wahlenberg）担任，于是弗里斯只得任应用经济专业教授，其后发表了一批应用植物学（如蔬菜和可食用菌）和农业的论著。1844年瑞典皇家科学院决定在弗里斯指导下，编制无法在干燥地区生存的所有真菌的彩图。弗里斯不得不继续进行又一次大范围的标本搜集工作，整个编写过程达20余年之久，最终，该彩图的第一部分于1867年－1875年间出版。1847年弗里斯被选为瑞典皇家科学院院士。1851年维兰伯格去世，植物学教授一职从一人担任改设多人教职，弗里斯得以改任植物学教授，并兼任乌普萨拉大学植物园和博物馆的负责人。1859年他从植物学教授任上退休，由约翰·埃哈德·阿雷斯科格（Johan Erhard Areschoug）接任。
晚年的埃利亚斯·弗里斯以研究带有菌盖的伞菌为主。1874年弗里斯发表了他的最后一部学术专著。1875年被选为英国皇家学会外籍会员。1876年他的长子，同样是真菌研究者的特奥多尔·芒努斯·弗里斯（Theodor Magnus Fries）担任了乌普萨拉大学植物学教授的位置，同时也承担起编著真菌彩图第二部分的工作，最后的丛书收集了大约1700幅彩图。1877年和1878年，弗里斯参加了乌普萨拉大学建校四百周年和纪念林奈诞生一百周年的活动。去世之前他仍在关心真菌彩图第二部分的编撰问题。

## 主要著作列表
- 1815－1818年，两卷本《真菌观察记录》（Observationes mycologicae）
- 1821－1832年，三卷本《真菌分类系统，采用已知的真菌属和种的分类法》（Systema mycologicum, sistens fungorum ordines, genera et species huc usque cognitas）
- 1831年《最新欧洲地衣研究》（Lichenographia Europaea reformata）
- 1846－1849年《斯堪的纳维亚蔬菜综述》（Summa vegetabilium Scandinaviae）
- 1861－1868年《瑞典的可食菌与毒蘑菇》（Sveriges ätlige och giftiga Svampar）
- 1871－1874年《斯堪的纳维亚地衣》（Lichenographia Scandinavica）

## 参阅
- Category:埃利亚斯·芒努斯·弗里斯命名的生物分类

## 扩展阅读
- Autobiography of Elias Fries, in the preface on Historiola studii mei mycologici 1857 弗里斯自传
- http://www.mushroomthejournal.com/greatlakesdata/Authors/Fries10.html （页面存档备份，存于） 弗里斯生平
- Chisholm, Hugh, ed (1911). "Fries, Elias Magnus". Encyclopædia Britannica (Eleventh ed.). Cambridge University Press.
- The journal of mycology, Vol 2, No 8. 1886 91-94 弗里斯生平介绍